# Saint-Michel-d’Aurance
Saint-Michel-d’Aurance ist eine französische Gemeinde auf 600 Metern über Meereshöhe im Osten des Zentralmassivs und im Département Ardèche in der Region Auvergne-Rhône-Alpes. Sie gehört zum Kanton Haut-Eyrieux und zum Arrondissement Tournon-sur-Rhône. Die Bewohner nennen sich die Saint-Michelois oder Saint-Micheloises. Nachbargemeinden sind Jaunac im Nordwesten, Saint-Cierge-sous-le-Cheylard im Norden, Belsentes mit Saint-Julien-Labrousse im Nordosten, Saint-Jean-Chambre im Osten, Saint-Barthélemy-le-Meil im Südosten, Saint-Christol, Mariac und Accons im Südwesten und Le Cheylard im Westen.

## Weblinks

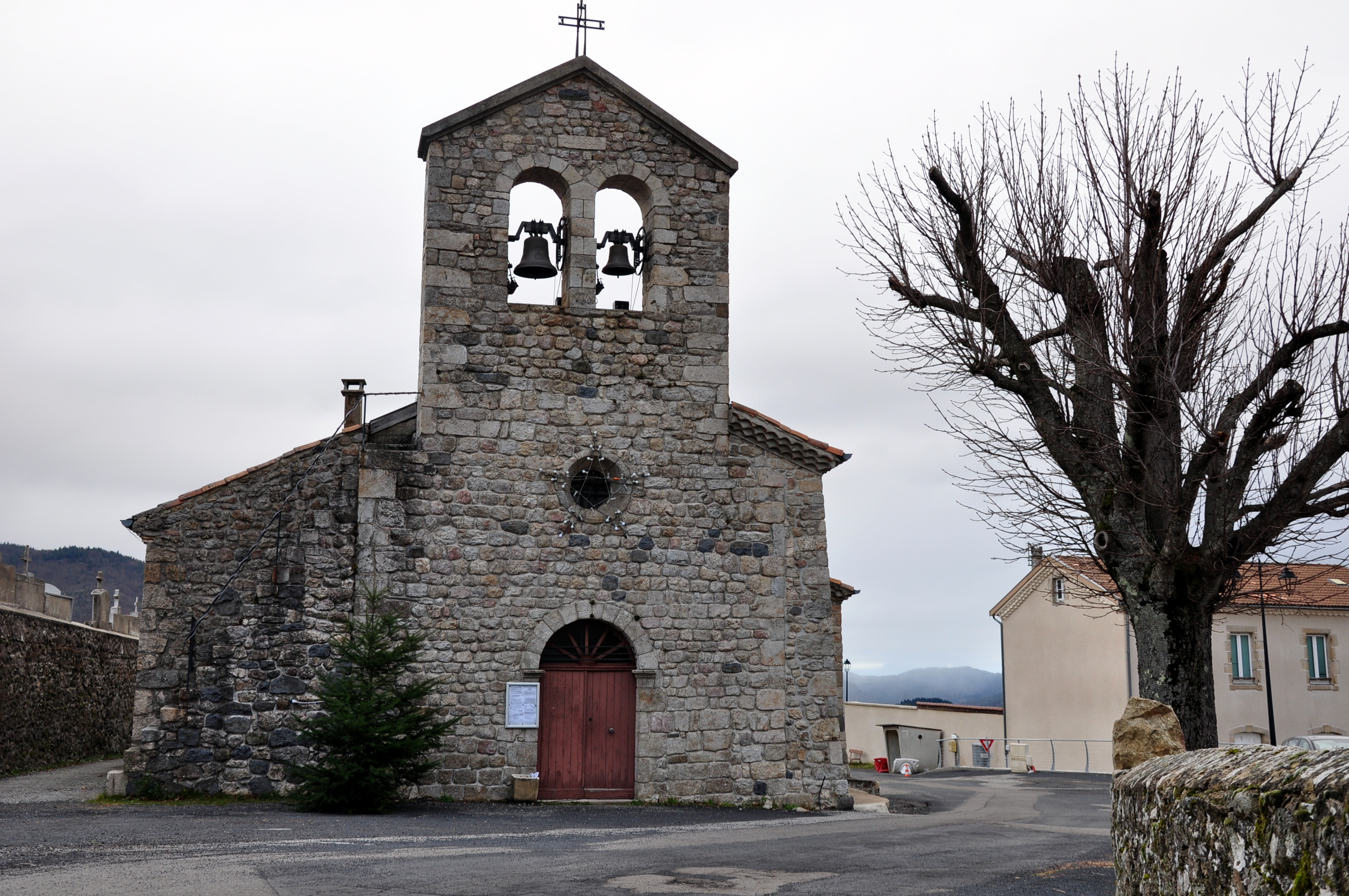
Kirche Saint-Michel

## Bevölkerungsentwicklung
| Jahr                       | 1962 | 1968 | 1975 | 1982 | 1990 | 1999 | 2008 | 2014 |
| -------------------------- | ---- | ---- | ---- | ---- | ---- | ---- | ---- | ---- |
| Einwohner                  | 258  | 218  | 155  | 163  | 185  | 222  | 240  | 275  |
| Quellen: Cassini und INSEE |      |      |      |      |      |      |      |      |